# Стрічка (спорт)

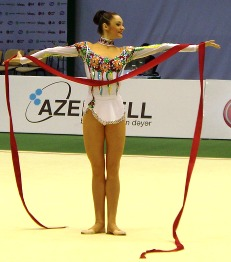
Ганна Безсонова зі стрічкою, 2009 рік.

Піктограма стрічки

Стрічка — спортивне знаряддя в художній гімнастиці. Складається з палички і самої стрічки.
- Паличка циліндричної або конічної форми, виготовляється, в основному, з оргскла або пластику (раніше — з дерева). Довільного кольору, довжина 50-60 см.
- Стрічка виготовляється із сатину.
- Довжина стрічки — 6 м у сеньорок (гімнасток старших 16-ти років), у юніорок — 5 м. Довільного кольору, може бути як однотонною, так і розмальованою в будь-які кольори.
- Паличка і стрічка з'єднуються за допомогою тонкого металевого карабіна. Таке кріплення не найнадійніше, відомі випадки, коли воно ламалося прямо під час виступу — у 2003 році у  Ганни Безсонової і в 2010 у  Мелітіни Станюти.

У вправах зі стрічкою, згідно з правилами Міжнародної федерації гімнастики, переважають повороти (обертання). Основні елементи, що здійснюють стрічкою — кола (великі і малі), спіралі, змійки, гребені, «відбиви» палички і кидки.